# Nguyễn Minh Chính
Nguyễn Minh Chính là một tướng lĩnh Công an nhân dân Việt Nam, cấp bậc Trung tướng. Ông hiện là Ủy viên Đảng ủy Công an Trung ương, Phó Chủ tịch thường trực Hiệp hội An ninh mạng Quốc gia, Bí thư Đảng ủy, Cục trưởng Cục An ninh mạng và phòng, chống tội phạm sử dụng công nghệ cao, Bộ Công an Việt Nam (A05).

## Tiểu sử
Tháng 3 năm 2017, Nguyễn Minh Chính là Đại tá, Cục trưởng Cục Bảo vệ Chính trị 1 (A63), Tổng cục An ninh, Bộ Công an Việt Nam.
Tháng 8 năm 2018, Bộ Công an Việt Nam bỏ cấp Tổng cục. Cục An ninh mạng thuộc Tổng cục An ninh và Cục Cảnh sát phòng chống tội phạm sử dụng công nghệ cao thuộc Tổng cục cảnh sát sáp nhập thành Cục An ninh mạng và phòng, chống tội phạm sử dụng công nghệ cao trực thuộc Bộ Công an Việt Nam. Thiếu tướng Nguyễn Minh Chính được bổ nhiệm giữ chức vụ Cục trưởng Cục này vào ngày 15 tháng 8 năm 2018.